# Les filadores
Les Filadores (Las Hilanderas o la Faula d'Aracne) és un quadre pintat per Diego Velázquez, que es troba al Museo del Prado de Madrid. Està pintat cap a l'any 1657 per a Don Pedro de Arce, que era l'encarregat de la caça del rei Felip IV. Com altres obres de Velázquez, és famosa per les seves múltiples interpretacions.

## Descripció
És una pintura a l'oli amb unes dimensions de 220 cm x 289 cm. Conté tres plans d'escenes relacionades entre elles. Al front s'observa un grup de dones de diferents edats teixint amb una filosa, inspirat en escenes reals de dones obreres en el taller de tapissos de Santa Isabel. La llum entra de costat i il·lumina només parcialment la part del darrere de les dones de la dreta, mentre que la resta roman en penombra i la filadora que mira cap a l'espectador té els ulls baixos, el rostre difuminat i els trets a la foscor. Les dues dones principals formen una V que deixa les escenes dels altres plans enmig. Un gat acompanya l'escena domèstica.
En segon terme, separades per uns graons, altres dones observen com una figura amb casc s'enfronta a una jove dempeus. Un instrument de corda sembla indicar els passatemps de les dames. Al fons s'observa un tapís penjat a la paret.

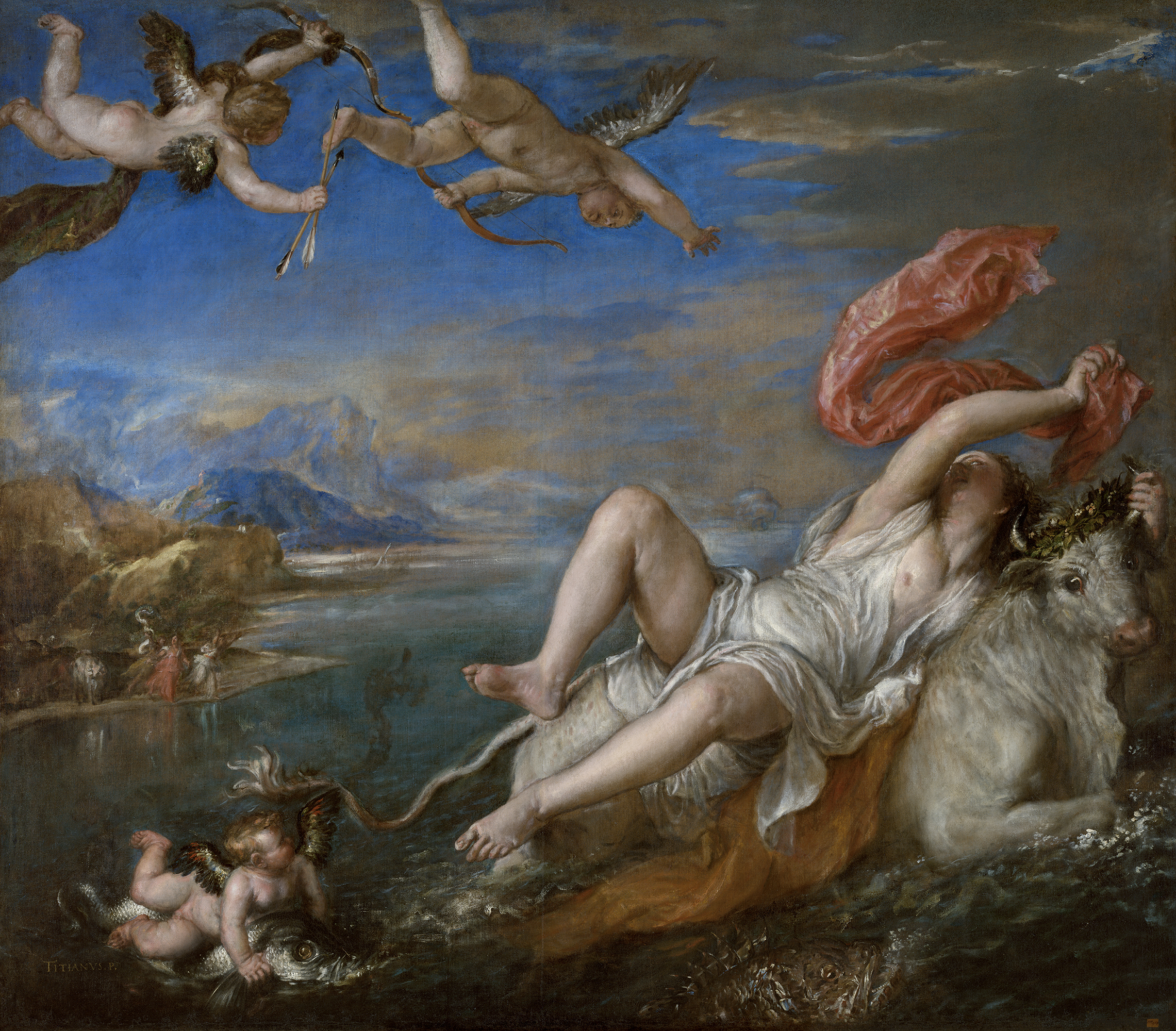
El Rapte d'Europa de Ticià es veu a la part posterior de les Filadores

## Anàlisi
Al principi es pensava que el quadre era una obra costumista. Tanmateix, l'any 1948, Diego Angulo Íñiguez observà que la iconografia suggeria la faula d'Ovidi (Les Metamorfosis, llibre VI, 1) sobre Aracne la qual, com a resultat d'una competició de filar, va ser castigada per Atenea i la va convertir en aranya. Les joves del primer pla són les dues competidores: Aracne a la dreta i Atenea a l'esquerra. Aquesta es va disfressar de dona vella, edat desmentida per la cama que es veu sortint del vestit. El segon pla és en realitat la continuació de la història, on Atenea, ja amb les seves armes, castiga la gosadia o hybris d'Aracne. L'obra que entrava a concurs és el tapís del darrer pla, que reprodueix una pintura real, el rapte d'Europa segons la versió de Ticià.
Aquesta pintura ha estat interpretada també com una al·legoria de les arts amb les belles arts representades per Atenea i l'artesania representada per Aracne. També s'han donat altres interpretacions com la que el missatge de Velázquez és simplement que per a crear grans obres d'art cal un dur treball tècnic.